# Носов, Александр Иванович
Александр Иванович Носов (1913—1960) — полковник Советской Армии, заместитель начальника космодрома «Байконур» по ОИР (1955—1960). Участник Великой Отечественной войны. Герой Социалистического Труда (1957).

## Биография
Александр Иванович родился в городе Барнаул Алтайского края 27 марта 1913 года. В 1932 г. окончил школу фабрично-заводского обучения при Кузнецком металлургическом комбинате. В 1935 г. поступил в Томский индустриальный институт (ныне ТПУ), который окончил в июле 1941 г.
В июле 1941 г. был призван в Красную Армию и направлен на курсы при Военно-воздушной академии в Ленинграде на факультет спецоборудования самолетов. С декабря 1941 г. начал службу авиатехником, а затем инженером в действующей бомбардировочной авиации.
В июне 1946 г. Носов был назначен в Бригаду особого назначения Архивная копия от 27 ноября 2019 на Wayback Machine Резерва Верховного Главнокомандования в Зондерсхаузене. В 1948 г. начал работу на Государственном центральном полигоне (Капустин Яр) в качестве старшего инженера-испытателя, а в 1955 г. был назначен заместителем начальника космодрома Байконур по опытно-испытательным работам. Герой Социалистического Труда, кандидат технических наук.
Трагически погиб 24 октября 1960 г. при испытании нового образца межконтинентальной ракеты Р-16. Полковник Александр Носов за несколько дней до катастрофы получил назначение на службу в Москву с повышением в должности и должен был срочно улететь. Он задержался, чтобы быть в свите Главного маршала артиллерии М. И. Неделина при первом пуске новой ракеты. Эта задержка стоила ему жизни. Похоронен А. И. Носов в городе Байконур, в Солдатском парке, в братской могиле жертв взрыва межконтинентальной баллистической ракеты Р-16.

## Награды
- Герой Социалистического Труда (1957);
- Орденом Ленина (1957);
- два ордена Красной Звезды;
- медаль «За победу над Германией в Великой Отечественной войне 1941—1945 гг.»;
- медаль «За боевые заслуги»;
- медаль «За взятие Берлина»;
- медаль «За освобождение Варшавы»;
- посмертно награждён «Орденом Мужества».
- другие медали.

## Увековечивание памяти
- Имя А. И. Носова носит одна из улиц Байконура Архивировано 25 августа 2011 года..
- Постановлением Главы городской администрации г. Байконур (город) А. И. Носову присвоено звание «Почётный гражданин города Байконур».[1]